# Flávio Cruz
Flávio Rodolfo Gonçalves Cruz (ur. 28 sierpnia 1982 w Funchal) – portugalski siatkarz, grający na pozycji przyjmującego, reprezentant Portugalii. Od sezonu 2015/2016 występuje w drużynie Castêlo da Maia Ginásio Clube

## Sukcesy klubowe
Mistrzostwo Portugalii:
- 2008, 2009, 2010, 2013, 2014, 2015
- 2006, 2011, 2012
- 2016

Mistrzostwo Włoch:
- 2007

Puchar Portugalii:
- 2011, 2012, 2015

Superpuchar Portugalii:
- 2011, 2012, 2013, 2014

Puchar Challenge:
- 2015